# 廬井鯨
廬井 鯨（いおい の くじら）は、飛鳥時代の人物。近江軍の武将。姓（カバネ）は造。壬申の乱（672年）において、大友皇子（弘文天皇）側の別将となり、中道で戦って敗れた。

## 経歴
廬井氏（五百井氏）は、近江国栗太郡廬井（現在の滋賀県草津市志津及び栗東市治田）の地名を由来とする氏族であるが、出自は不詳。
壬申の乱勃発時に廬井鯨がどのような地位にあったかは不明だが、大友皇子（弘文天皇）の側の将犬養五十君が倭（大和国）の敵軍に向けて南に進んだとき、その別将であった。
五十君は、村屋まで進んで陣営を置き、鯨に200の精兵を率いさせ、敵将大友吹負の本営を衝かせた。鯨の部隊は少数だったが、そのときは吹負の周りの兵力も少なかった。しかし、鯨の軍の前進は徳麻呂らが射る矢でとどめられた。そうするうちに、下道にあった味方の左翼が破れ、そこから三輪高市麻呂と置始菟の敵部隊が転じて来た。鯨の部隊は背後に敵をうけて敗走した。
鯨もまた白馬に乗って逃げたが、馬が泥田にはまった。吹負はこれを見て、甲斐の勇者に「あの白馬に乗る者は廬井鯨だ。急いで追って射よ」と命じた。甲斐の勇者が近づくと、鯨は急いで馬に鞭を打った。馬は泥田から抜け出し、逃げることができた。
『日本書紀』において、その後の鯨に関する記載はない。